# 스펠트밀
스펠트밀 (Triticum spelta, Spelt)은 6배체의 밀 일종이다. 청동기에서 중세까지 유럽에서는 주요 작물로 소비가 많았다. 현재는 동부 유럽에 잔존 식물 정도로 남아 있으며 가축사료로도 알려져 있다. 밀(T. aestivum)과 유사한 것으로 알려져 있지만 학명상 구분된다.
스펠트밀은 4배체의 밀과 잡종으로 생겨난 것으로 추정된다. 현재의 밀이 나타나기 전에 일어난 것으로 추정되며 중동 근처에서 현재의 스펠트 밀이 생겨났다.
과거에는 파로를 엠머밀(Emmer), 아인콘(Einkorn), 스펠트(Spelt) 3가지 곡물을 통칭하여 부르곤 하였다. 하지만, 스펠트밀은 상대적으로 최근(1,500~2,000년 전) 등장하여 역사성이 낮으며, 현대밀과 유전적으로 가까워 고대밀로서의 정통성이 약해 현재는 유전자 변형 없이 보존된 순수한 고대밀 엠머밀만을 파로라고 칭한다. 실제로 라틴어 단어(far)이라고 지칭된 고대 로마 곡물은 종종 '스펠트'로 번역되기도 하였지만 실제로는 엠머밀이였다는 역사적 근거가 있다.
스펠트는 유전학적 연구에 따르면 교잡에 따라 지금의 형태가 나타났다고 한다. 중동 지역에서 먼저 일어난 교잡에 따라 이후에 유럽으로 스펠트 밀이 들어온 것으로 보고 있다. 따라서 스펠트는 고대밀로 불리지만, 그 본질은 순수 고대 밀이라 할 수 없다. 이는 현대 밀과의 교배를 거치면서 유전적으로 변화했기 때문이다. 때문에 스펠트는 고대밀로서의 정통성이 떨어지며 오늘날 파로라고 부를 수 없고, 대량생산이 가능하여 가축사료나 제빵에 더 적합하다.

## 같이 보기
- 밀